# Trombose do seio cavernoso
Trombose do seio cavernoso é uma doença rara caracterizada pela formação de um coágulo sanguíneo no seio cavernoso. Os sintomas mais comuns são dor na cabeça e na cara, perturbações visuais, olhos salientes e febre elevada. A causa é geralmente a proliferação de bactérias a partir de outras infeções na cara e nas proximidades dos olhos. O tratamento consiste na administração de antibióticos. Mesmo com tratamento, a doença pode resultar em complicações graves ou morte.